# Eurocopa de Basquetebol de 2016–17
A Eurocopa de Basquete de 2016-17, também conhecida por 7DAYS Eurocup por motivos de patrocinadores, é a competição continental de clubes de segundo nível organizada pela Euroleague Basketball. A temporada 2016-17 é a 15ª edição do evento e a primeira com o patrocinador 7DAYS.

## Distribuição das Vagas
Inicialmente a competição foi criada para ser disputada por 24 equipes a ser distribuída da seguinte forma:
- 4 melhores classificados na Liga Endesa (Espanha)
- 3 melhores classificados na ABA League (Países banhados pelo Mar Adriático)
- 3 melhores classificados na Bundesliga (Alemanha)
- 3 melhores classificados na LEGA Basket (Itália)
- 3 melhores classificados na VTB United League (Rússia)
- 1 melhor classificado na HEBA Basket (Grécia)
- 1 melhor classificado na Ligat HaAl (Israel)
- 1 melhor classificado na LKL (Lituânia)
- 1 melhor classificado na PLK (Polònia)
- 4 clubes convidados através de Wild Cards

### Desistência dos clubes italianos
Em julho de 2016 o jornal La Gazzetta dello Sport anunciou a desistência de três equipes italianas: Trento, Reggio Emilia e Sassari que disputariam a Série A mas poderiam ser excluídos da liga doméstica seguindo sansões da FIBA Europa. O próximo clube italiano, Cantù, que poderia representar o país também seguiu as outras equipes desistindo da competição.
A desistência destas equipes forçou-os a disputar apenas a Liga Italiana, pois deixa-os inelegíveis a outras vagas continentais sendo que estas já estavam preenchidas por outros clubes italianos nas competições FIBA Europa.
As vagas foram preenchidas por Lietkabelis, Volgogrado, MZT Skopje Aerodrom e Montakit Fuenlabrada. A pressão recebida pelos clubes vinda da FIBA e das federações nacionais forçaram AEK, Partizan NIS e Stelmet Zielona Góra desistirem também. A Euroleague Basketball anunciou que buscaria outras equipes para preencher a competição, mas finalmente reduziu para 20 equipes disputando o torneio.

## Equipes Participantes
| Clube                  | Arena                 | Cidade          | Treinador            |
| ---------------------- | --------------------- | --------------- | -------------------- |
| Alba Berlin            | Mercedes-Benz Arena   | Berlim          | Ahmed Caki           |
| Buducnost Voli         | Arena Morača          | Podgorica       | Vlado Šćepanović     |
| Cedevita Zagreb        | Dom Sportova          | Zagreb          | Veljko Mršić         |
| RETAbet Bilbao         | Bilbao Arena          | Bilbau          | Carles Durán         |
| FC Bayern München      | Audi Dome             | Munique         | Aleksandar Đorđević  |
| Hapoel Jerusalem       | Jerusalem Arena       | Jerusalém       | Simone Pianigiani    |
| Herbalife Gran Canaria | Gran Canaria Arena    | Las Palmas      | Luis Casimiro        |
| Khimki Moscow Region   | Basketball Center     | Khimki          | Duško Ivanović       |
| Lietkabelis Panevėžys  | Cido Arena            | Panevėžys       | Kazys Maksvytis      |
| Lietuvos rytas Vilnius | Siemens Arena         | Vilnius         | Tomas Pačėsas        |
| Lokomotiv Kuban        | Basket-Hall Krasnodar | Krasnodar       | Fotios Katsikaris    |
| Montakit Fuenlabrada   | Fernando Martín       | Fuenlabrada     | Jota Cuspinera       |
| MZT Skopje Aerodrom    | Jane Sandanski Arena  | Escópia         | Aleksandar Jončevski |
| Nizhny Novgorod        | Trade Union           | Níjni Novgorod  | Artūrs Štālbergs     |
| Ratiopharm Ulm         | Ratiopharm Arena      | Ulm             | Thorsten Leibenath   |
| UCAM Murcia            | Palacio de Deportes   | Múrcia          | Óscar Quintana       |
| Unicaja Málaga         | Martín Carpena        | Málaga          | Joan Plaza           |
| Union Olimpija         | Arena Stožice         | Liubliana       | Gašper Okorn         |
| Valencia Basket        | Fonte de São Luis     | Valência        | Pedro Martínez       |
| Zenit São Petersburgo  | Sibur Arena           | São Petersburgo | Vasily Karasev       |

## Fase de Classificação

### Grupo A
| Clube                  | J | V | D | P+  | P-  | +-  | Classificação               |
| ---------------------- | - | - | - | --- | --- | --- | --------------------------- |
| Herbalife Gran Canaria | 8 | 7 | 1 | 758 | 630 | 128 | Classificados para o Top 16 |
| Cedevita Zagreb        | 8 | 6 | 2 | 678 | 644 | 34  | Classificados para o Top 16 |
| Nizhny Novgorod        | 8 | 4 | 4 | 659 | 693 | -34 | Classificados para o Top 16 |
| Lietkabelis Panevezys  | 8 | 3 | 5 | 626 | 658 | -32 | Classificados para o Top 16 |
| MZT Skopje Aerodrom    | 8 | 0 | 8 | 617 | 713 | -96 |                             |

#### Tabela de Jogos
Para ler a tabela, a linha horizontal representa os jogos da equipe como mandante. A coluna vertical indica os jogos da equipe como visitante.
|                 | GCA    | CED    | NIZ   | LIE   | MZT   |
| Gran Canaria    |        | 101-76 |       | 86-67 |       |
| Cedevita Zagreb |        |        |       | 76-80 |       |
| Nizhny Novgorod | 80-106 |        |       |       | 88-74 |
| Lietkabelis     |        |        | 72-75 |       | 90-89 |
| MZT Skopje      |        | 85-89  |       |       |       |

### Grupo B
| Clube                  | J | V | D | P+  | P-  | +-  | Classificação               |
| ---------------------- | - | - | - | --- | --- | --- | --------------------------- |
| Khimki Moscow Region   | 8 | 6 | 2 | 728 | 636 | 92  | Classificados para o Top 16 |
| Montakit Fuenlabrada   | 8 | 4 | 4 | 696 | 695 | 1   | Classificados para o Top 16 |
| Alba Berlin            | 8 | 4 | 4 | 681 | 734 | -53 | Classificados para o Top 16 |
| Lietuvos rytas Vilnius | 8 | 3 | 5 | 683 | 674 | 9   | Classificados para o Top 16 |
| RETAbet Bilbao         | 8 | 3 | 5 | 645 | 694 | -49 |                             |

### Grupo C
| Clube                 | J | V | D | P+  | P-  | +-   | Classificação               |
| --------------------- | - | - | - | --- | --- | ---- | --------------------------- |
| Zenit São Petersburgo | 8 | 6 | 2 | 695 | 655 | 37   | Classificados para o Top 16 |
| FC Bayern München     | 8 | 6 | 2 | 641 | 583 | 58   | Classificados para o Top 16 |
| UCAM Murcia           | 8 | 4 | 4 | 642 | 646 | -4   | Classificados para o Top 16 |
| Unicaja Málaga        | 8 | 4 | 4 | 623 | 607 | 16   | Classificados para o Top 16 |
| Buducnost Voli        | 8 | 0 | 8 | 573 | 680 | -107 |                             |

### Grupo D
| Clube            | J | V | D | P+  | P-  | +-  | Classificação               |
| ---------------- | - | - | - | --- | --- | --- | --------------------------- |
| Valencia Basket  | 8 | 7 | 1 | 657 | 570 | 87  | Classificados para o Top 16 |
| Hapoel Jerusalem | 8 | 5 | 3 | 639 | 640 | -1  | Classificados para o Top 16 |
| Ratiopharm Ulm   | 8 | 4 | 4 | 612 | 638 | -26 | Classificados para o Top 16 |
| Lokomotiv Kuban  | 8 | 3 | 5 | 610 | 605 | 5   | Classificados para o Top 16 |
| Union Olimpija   | 8 | 1 | 7 | 575 | 640 | -65 |                             |